# 尚欧
尚欧（法語：Champ-Haut，法語發音：[ʃɑ̃ o] ⓘ）是法国奥恩省的一个市镇，属于阿让唐区。

## 地理
尚欧（48°43'36"N, 0°19'29"E）面积5.16 平方千米，位于法国诺曼底大区奧恩省，该省份为法国西北部内陆省份，北起顺时针与卡爾瓦多斯省、厄尔省、厄尔-卢瓦省、萨尔特省、马耶讷省和芒什省接壤。
与尚欧接壤的市镇（或旧市镇、城区）包括：奥热尔、埃绍富尔、利涅尔。

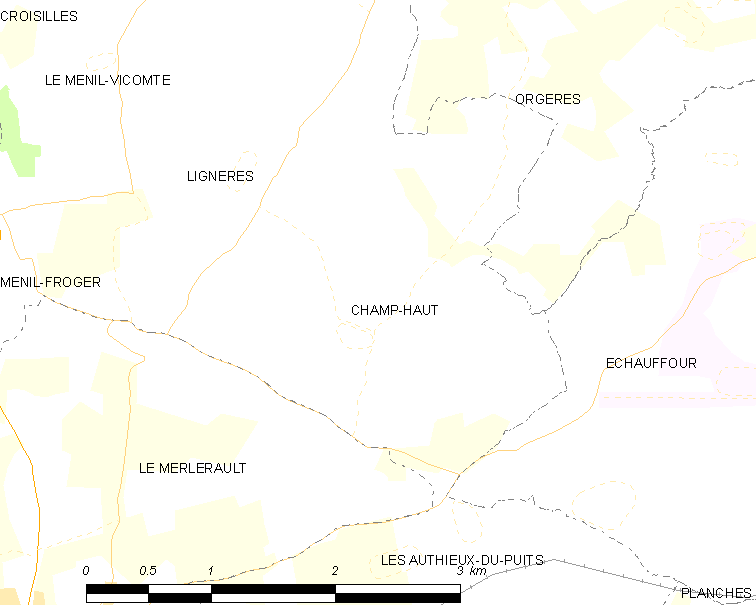
尚欧的OSM定位图

尚欧的时区为UTC+01:00、UTC+02:00（夏令时）。

## 行政
尚欧的邮政编码为61240，INSEE市镇编码为61088。

## 政治
尚欧所属的省级选区为赖村县。

## 人口

1962-2008年间尚欧人口变化图示

尚欧于2022年1月1日时的人口数量为42人。